# Aloe straussii
Aloe straussii é uma espécie de liliopsida do gênero Aloe, pertencente à família Asphodelaceae.